# IC 3446
IC 3446 — галактика типу Irr (іррегулярна галактика) у сузір'ї Діва.
Цей об'єкт міститься в оригінальній редакції індексного каталогу.